# Alatococcus siqueirae
Alatococcus siqueirae ist ein Baum in der Unterfamilie der Sapindoideae innerhalb der Familie der Seifenbaumgewächse aus dem südöstlichen Brasilien. Es ist die einzige Art der Gattung Alatococcus.

## Beschreibung
Alatococcus siqueirae wächst als Baum etwa 14–19 Meter hoch. Die wechselständigen und gestielten Laubblätter sind paarig gefiedert. Die 8–12 ganzrandigen und kahlen, papierigen Blättchen sind kurz gestielt. Sie sind bis 20 Zentimeter lang und verkehrt-eiförmig bis -eilanzettlich oder elliptisch sowie abgerundet bis stumpf oder spitz.
Es werden lange und achselständige, mehr oder weniger behaarte Thyrsen gebildet. Die kleinen fünfzähligen und funktionell eingeschlechtlichen, weißen Blüten mit doppelter Blütenhülle sind kurz gestielt. Der Blütenstiel sitzt an einem „Gelenk“. Die kleinen, ungleichen, freien und dachigen Kelchblätter, die äußeren zwei sind kleiner, sind außen kahl und bewimpert. Die bis 6 Millimeter langen, außen seidig behaarten Kronblätter besitzen innen an der Basis kleine, wollige behaarte Anhängsel mit zwei winzigen Hörnchen. Es sind 8 ungleich lange, kurze Staubblätter, mit im unteren Teil behaarten Staubfäden, oder Staminodien vorhanden. Es ist ein oberständiger, dreieckiger Fruchtknoten mit sitzender dreilappiger Narbe oder ein Pistillode ausgebildet. Es ist jeweils ein behaarter und lappiger Diskus vorhanden.
Es werden holzige, rundliche und mittig rundum kurz geflügelte, einsamige, nicht öffnende, bis 4 Zentimeter große, herabhängende Früchte, Flügelnüsse gebildet. Der braune, meist etwa rundliche Samen mit großem Hilum ist glatt und bis 1,7 Zentimeter groß.

## Taxonomie
Gattung und Art wurden 2012 von Pedro Acevedo-Rodriguez erstbeschrieben. Der Gattungsname ist aus Coccus alatus gebildet, was geflügelte Frucht bedeutet. Das Epitheton ehrt den Kurator des „Reserva Natural Vale, Meio Ambiente“ Herbarium (CVRD) Geovani Siqueira, der durch Beschaffung von Blütenmaterial dazu beitrug, die Gattung zu bestimmen.

## Verwendung
Die Samen sind essbar und schmecken ähnlich wie Para- oder Macadamianüsse.